# NGC 6156
NGC 6156 في الفهرس العام الجديد، هي مجرة، تقع في كوكبة المثلث الجنوبي (كوكبة). اكتشفت في 24 أبريل 1835 بواسطة جون هيرشل.

## روابط خارجية
- NGC 6156 على موقع ويكي سكاي: DSS2, SDSS, GALEX, IRAS, Hydrogen α, X-Ray, Astrophoto, Sky Map, Articles and images